# Фридрих I (великий герцог Баденский)
Фридрих Вильгельм Людвиг Баденский (нем. Friedrich Wilhelm Ludwig von Baden; 9 сентября 1826 — 28 сентября 1907) — великий герцог Баденский в 1856—1907 годах, до этого — регент при брате Людвиге в 1852—1856 годах.

## Биография
Второй сын великого герцога Баденского Леопольда и Софии Шведской. После смерти своего отца в 1852 году осуществлял регентство при больном брате Людвиге II. Официально стал великим герцогом в 1856 году. В своё правление Фридрих поддерживал принципы конституционной монархии. При нём были разрешены гражданские браки и учреждены прямые выборы в баденский парламент.
Женившись на принцессе из дома Гогенцоллерн Фридрих встал на сторону Пруссии против Австрии в 1866 году и участвовал в войне против Франции в 1870 году. Также Фридрих, как зять императора, присутствовал при провозглашении Германской империи в Версале 18 января 1871 года.
В 1898 году он принял на Майнау Теодора Герцля, который занимался агитацией и выступал за основание еврейского государства, перед предстоящей поездкой императора Вильгельма II в Палестину.
Вплоть до преклонного возраста Фридрих I оставался покровителем наук и искусств. Благодаря его заслугам с 12 апреля 1902 года университет Карлсруэ был назван именем «Fridericiana».

## Семья
В 1856 году женился на принцессе Луизе Прусской (1838—1923), дочери императора Германии Вильгельма I и императрицы Августы. В браке родились трое детей:
- Фридрих II (1857—1928), следующий великий герцог, был женат на Хильде Люксембургской, детей не имел;
- Виктория (1862—1930), супруга короля Швеции Густава V;
- Людвиг Вильгельм (1865—1888).